# Astragalus rubrigalli
Astragalus rubrigalli är en ärtväxtart som beskrevs av Mikhail Grigoríevič Popov. Astragalus rubrigalli ingår i släktet vedlar, och familjen ärtväxter. Inga underarter finns listade i Catalogue of Life.